# Gemini 12
Gemini 12  est la 10e et dernière mission habitée du programme Gemini et la 18e mission spatiale habitée américaine. La mission est lancée le 11 novembre 1966 avec à son bord James Lovell, commandant de la mission, et Buzz Aldrin. L'objectif principal de la mission est de réaliser un rendez-vous orbital avec un étage Agena et de s'amarrer à celui-ci. La mission comprend également trois sorties extravéhiculaires, la réalisation de plusieurs manœuvres d'amarrage et la génération d'une gravité artificielle mettant en œuvre une liaison souple entre le vaisseau Gemini et le vaisseau cible Agena. Enfin l'équipage doit réaliser 14 expériences scientifiques. 
La mission Gemini 12 est lancée le 11 novembre 1966. Malgré le dysfonctionnement du radar, l'équipage réussit à s'amarrer à l'étage Agena seulement 28 minutes après le lancement. Le système de propulsion de l'étage Agena étant défaillant, la modification de l'orbite à l'aide de celui-ci est abandonnée. Au cours de la première sortie extravéhiculaire, réalisée par Aldrin et d'une durée de 2 heures et 29 minutes, l'astronaute fixe une caméra à l'extérieur du vaisseau et récupère une expérience de détection de micro-météorites. Au cours de sa deuxième sortie extravéhiculaire, Aldrin, qui est relié à un cordon ombilical de 9 mètres, réalise plusieurs opérations simples destinées à tester la capacité des astronautes à travailler dans l'espace, puis il fixe un câble d'une longueur de 30 mètres qui solidarise l'étage Agena avec le vaisseau Gemini. La sortie dure en tout 2 heures et 6 minutes. Peu après, les deux engins spatiaux se détachent et l'équipage effectue une expérience de contrôle d'attitude par gradient de gravité reposant sur sa liaison avec l'étage Agena. Le câble est ensuite largué. Le vaisseau effectue sa rentrée atmosphérique de manière automatique le 15 novembre en ayant rempli tous ses objectifs. Au cours de la mission, d'une durée de 3 jours et 22 heures, le vaisseau boucle 59 orbites.
En 2006, après avoir été exposée au Musée du transport et de la technologie de Auckland, la capsule est rapatriée au Adler Planetarium (Chicago, Illinois) ou elle retrouve, 40 ans après, les astronautes de la mission lors d'une exposition.

## Équipage
- Jim Lovell (2)[note 1], pilote commandant de bord
- Edwin Aldrin (1)[note 1], pilote

Aldrin est titulaire d'un doctorat en sciences du Massachusetts Institute of Technology, avec une thèse sur les manœuvres de rendez-vous entre deux satellites sur orbite terrestres.
Équipage de réserve
- Gordon Cooper, pilote commandant de bord
- Eugene Cernan, pilote

## Objectifs
Cette mission est la toute dernière du programme Gemini. Alors que, jusqu'au 20 mars 1965, les Américains n'avaient envoyé que quatre astronautes pour de courtes missions (contre 11 chez les Soviétiques, lors de missions toujours plus spectaculaires), ils ont expédié depuis neuf vaisseaux biplaces alors que les Soviétiques n'ont envoyé aucun de leurs cosmonautes. Maîtrisant les techniques de rendez-vous qui leur seront nécessaires autour de la Lune, réussissant à rejoindre des altitudes très élevées et parvenant à effectuer des sorties extravéhiculaires, ils ont donc considérablement rattrapé leur retard sur leurs concurrents. Pour autant, ils n'ont pas encore démontré la capacité à travailler efficacement à l'extérieur des vaisseaux. Des moyens de fixation ont donc été ajoutés sur Gemini 12 tandis que, lors de son entraînement, Aldrin est le premier astronaute à s'exercer dans une piscine simulant les conditions d'apesanteur.
La mission Gemini 12 est planifiée pour une durée de quatre jours. Elle prévoit un rendez-vous et un amarrage avec une fusée Agena lors de la troisième orbite et trois sorties extravéhiculaires d'Aldrin, totalisant cinq heures, dont une marche dans l'espace en répétition de la mission Gemini 11 avec la création d'un manège orbital avec un câble reliant Agena et Gemini.

## Déroulement du vol

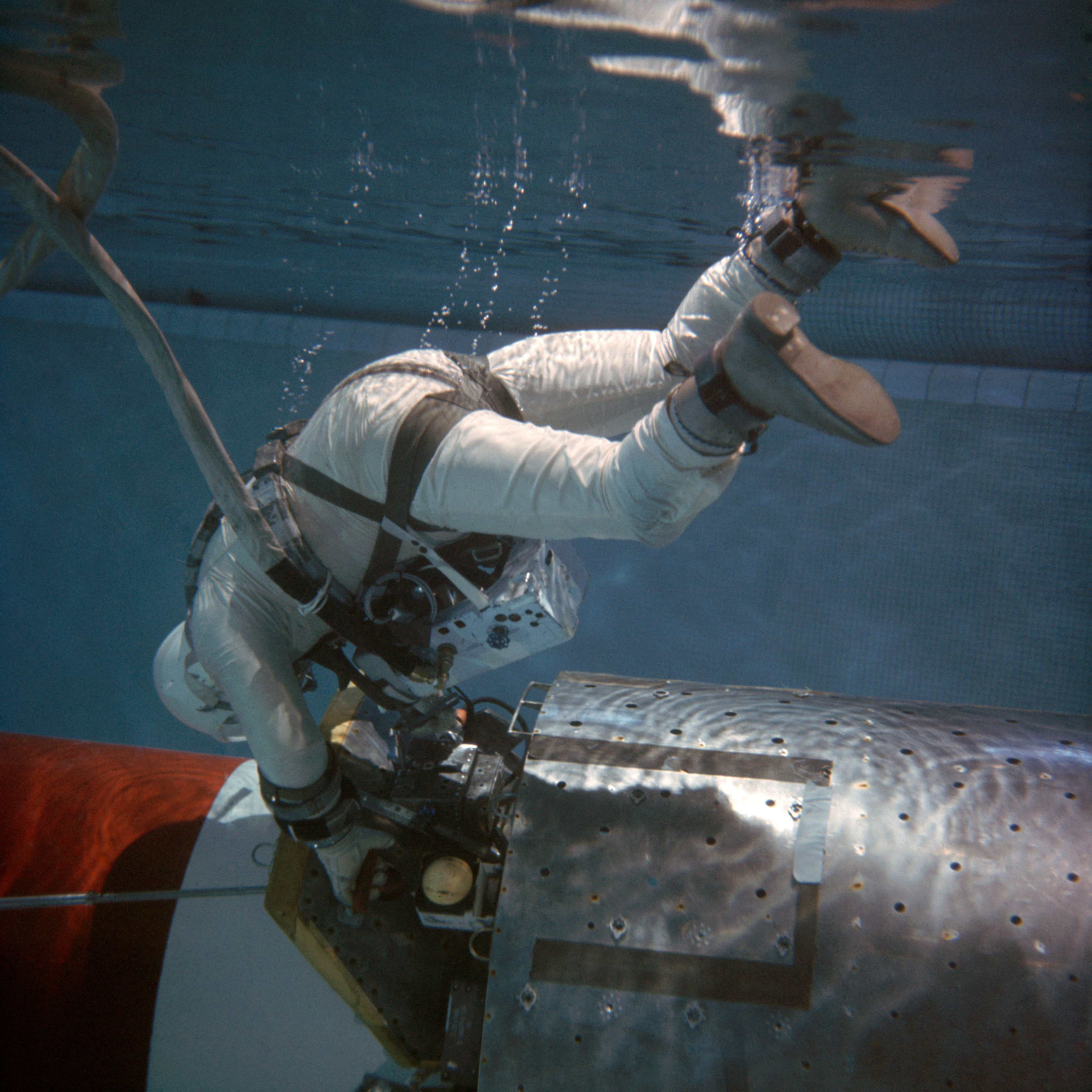
Entraînement de Buzz Aldrin dans la piscine de la NASA

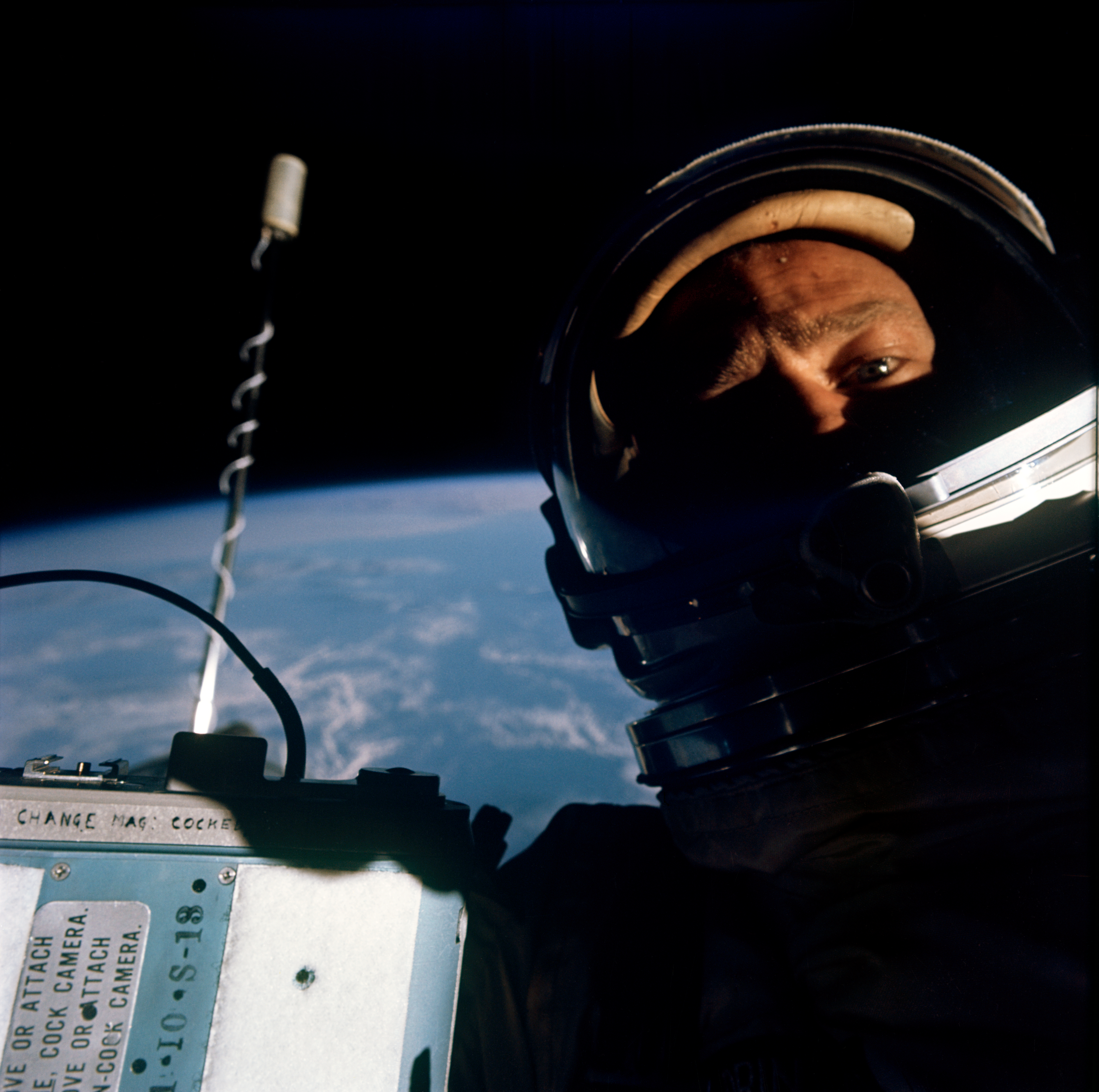
Autoportrait réalisé par Buzz Aldrin lors de l'une de ses trois sorties extravéhiculaires.

Prévu pour le 9 novembre, le lancement est reporté au 10 puis au 11 novembre après la détection à deux reprises d'un défaut dans le système de pilotage automatique du lanceur Titan II.
Le lancement étant le dernier de l'aire n° 19, quelques plaisanteries ont été faites avant l'embarquement des astronautes : des techniciens leur ont remis un billet de spectacle spécifié « Admission pour une seule représentation » tandis que les astronautes portaient dans le dos des cartons avec le mot « Fin ». Comme lors des précédents vols, Gemini 12 est placée sur une orbite 299km/161km. Malgré la panne du radar de poursuite, les astronautes réalisent lors de la troisième orbite le rendez-vous et  l'amarrage avec une fusée Agena partie 98 minutes plus tôt et placée sur une orbite quasi-circulaire (300km /294km). Cependant, l'injection vers une orbite à 740 km d'apogée est annulée en raison de la panne de la turbine du propulseur principal de l'Agena. Gemini 12 est néanmoins orientée pour qu'Aldrin puisse photographier une éclipse totale de Soleil, une première spatiale.
Aldrin réalise trois sorties (nombre record) dont deux à émergeant à mi-corps de la cabine. Le 13 novembre, il effectue la plus longue sortie réalisée dans l'espace de 2h20 au cours de laquelle il parvient à réaliser les dix-tâches prévues sans éprouver les difficultés constatées lors des précédentes sorties extravéhiculaires. Il photographie des étoiles, il retire un collecteur de micrométéorites de la fusée Agena, il relie l'Agena à Gemini 12 par un filin de 30 mètres, il passe à l'arrière de Gemini 12 et expérimente diverses manipulations de boulons, de crochets et de connecteurs, il fixe un appareil photographique à l'arrière de Gemini 12. Enfin, il réalise quelques actions personnelles non prévues : le premier autoportrait spatial, le lâchage dans l'espace — après avoir demandé l'autorisation du centre de contrôle de Houston — d'un emblème commémoratif de la journée du 11 novembre dédiée aux anciens combattants, puis, à l'occasion du match annuel de football américain entre l'équipe de l'Armée et celle de la Marine, le mémo « Vas-y l'Armée, écrase la Marine ».
Par contre, Lovell ne peut exécuter la mise en tension du câble entre l'Agena et Gemini et la manœuvre de manège spatial est abandonnée, cet objectif ayant déjà été réalisé par Gemini 11.
Le 14 novembre, Aldrin effectue une demi-sortie, buste hors de la cabine pendant 55 minutes. Une expérience franco-américaine est tentée lors du survol du Sahara pour étudier les vents de la haute atmosphère : les Français lancent depuis la base d'Hammaguir des fusées sondes Centaure dispersant un nuage de sodium, que les astronautes photographient.
Gemini 12 effectue un retour avec précison et amerrit dans la mer des Antilles à trois milles du porte-avions USS Wasp (CV-18).
Gemini 12 a marqué la conclusion réussie du programme Gemini, atteignant le dernier de ses objectifs en démontrant avec succès que les astronautes peuvent travailler efficacement à l'extérieur des vaisseaux spatiaux. Cela est déterminant pour ouvrir la voie au programme Apollo et atteindre l'objectif de poser un homme sur la Lune d'ici la fin des années 1960. Le prochain vol habité, une Apollo avec trois astronautes, est envisagé pour janvier 1967.

## Insigne
Les couleurs (orange et noir) du patch sont une référence à la date de vol prévue à l'origine qui était proche d'Halloween. Comme sur une horloge, le chiffre romain XII se trouve en haut du patch et le vaisseau spatial Gemini qui symbolise l'aiguille est pointé vers lui. Cette disposition symbolise la position de Gemini 12 comme dernier vol du programme Gemini qui laisse place au programme Apollo qui lui a pour objectif d'atteindre la Lune, symbolisée par le croissant de gauche.